# 百花洲街道
百花洲街道，是中华人民共和国江西省南昌市东湖区下辖的一个乡镇级行政单位。

## 历史沿革
1949年属杨家厂街行政事务所，1950年属杨家厂居民联组，1951年分出建立百花洲街公所；1953年为百花洲、东湖居委会，1954年合并为百花洲街道，1960年称百花洲公社，1979年复称百花洲街道。
1997年时辖去面积为0.6平方千米，人口2.2万，辖百花洲路、刘将军庙、毛家园、万井巷、大顺巷、保赤仓、火神庙、钟鼓楼、状元桥、南湖路、肖公庙、渊明北路、赐福巷、葡萄架、冻米厂、省水利规划设计院、市邮政局17个居委会，办事处驻渊明北路122号。
2002年9月13日撤销杨家厂街道和胜利路街道并入百花洲街道。

## 行政区划
百花洲街道下辖以下地区：
刘将军庙社区、状元桥社区、火神庙社区、南湖路社区、渊明北路社区、白马庙社区、邮政路社区、杨家厂社区、小金台社区、包家巷社区、桂旺巷社区和市第一医院家委会。

## 人口
2000年第五次全国人口普查百花洲街道总人口22221人，户籍人口21250人，居住在本地的户籍人口14403人。
2010年第六次全国人口普查百花洲街道常住人口48677人。

## 附

### 杨家厂街道
1949年设杨家厂街行政事务所，1951年改称杨家厂街公所，1953年设杨家厂、永建新居委会，1954年合并称杨家厂街道，1960年与子固路街道合并为杨家厂公社，1962年改称子固路公社，1968年改称星火路公社，1978年改称星火路街道，1979年分出杨家厂街道。
1997年时辖区面积0.13平方千米，人口1.5万，辖杨家厂、裴家庄、出新巷南、北、田家巷南、北、包家巷南、北、桂旺厂、小金台10个居委会，办事处驻小金台86号。
2002年9月13日撤销并入百花洲街道。

### 胜利路街道
1951年设胜利路街公所，1954年设胜利路街道，1960年并入滕王公社（今滕王阁街道），1962年分出设胜利路公社，1979年复称胜利路街道。
1997年时辖区面积0.3平方千米，人口2.3万，辖民巷南、北，后墙路东、西，铁街东、中、西，白马、繁荣巷、市府侧、三中侧、邮政路、电政路13个居委会及市一医院家委会，办事处驻民巷10号。
2002年9月13日撤销并入百花洲街道和滕王阁街道。